# Dylan O'Brien
Dylan Rhodes O'Brien (26 tháng 8 năm 1991) là một nam diễn viên người Mỹ. Vai diễn chính đầu tiên của anh là vai anh chàng Stiles Stilinski trong bộ phim siêu nhiên Teen Wolf (2011–2017) của kênh MTV, nơi anh đóng vai chính trong cả sáu mùa. Dylan đã đạt được danh tiếng trên toàn thế giới với vai chính Thomas trong bộ ba phim khoa học viễn tưởng Giải mã mê cung, Giải mã mê cung: Thử nghiệm đất cháy, Giải mã mê cung: Lối thoát tử thần, từ đó dẫn đến những bước tiến xa hơn của anh trong sự nghiệp. Các vai diễn đáng chú ý khác của Dylan phải kế đến như nhân viên CIA chống khủng bố Mitch Rapp trong bộ phim hành động ly kỳ American Assassin (2017), lồng tiếng cho chú robot Bumblebee trong Bumblebee (2018), nhân viên giàn khoan Caleb Holloway trong bộ phim thảm họa dựa trên câu truyện có thật Deepwater Horizon (2016). Dylan cũng xuất hiện trong vai chính là một chàng thiếu niên đi tìm kiếm bạn gái tại thời kỳ hậu tận thế trong bộ phim phiêu lưu mới nhất của anh Love and Monsters (2020).

## Cuộc đời
Sinh ra ở thành phố New York, Dylan O'Brien là con trai của bà Lisa (nghệ danh Rhodes), một cựu diễn viên và là giáo viên của một trường điện ảnh, và ông Patrick O'Brien, một nhà quay phim. Anh lớn lên ở Springfield Township, New Jersey, đến khi mười hai tuổi, anh và gia đình chuyển đến Hermosa Beach, California. Cha anh là người gốc Ailen, và mẹ của anh mang dòng máu lai giữa Ý, Anh, và Tây Ban Nha. Sau khi tốt nghiệp ở trường cấp ba Mira Costa vào năm 2009, anh dự định theo đuổi ngành phát thanh viên thể thao và có thể làm việc cho The Mets. Anh lên kế hoạch học Đại học Syracuse vào mùa thu năm 2009 theo con đường phát thanh viên thể thao chuyên nghiệp nhưng rồi anh lại quyết định chuyển đến Los Angeles theo nghiệp nghiệp diễn xuất.

## Sự nghiệp
Năm Anh 14 tuổi, anh đã tự tải lên kênh YouTube các đoạn video của chính mình. Với các đoạn video đó, một nhà sản xuất/đạo diễn địa phương tìm đến anh và mời anh về làm việc cho Web series của cô ấy. Trong môi trường làm việc ấy, Dylan đã gặp gỡ một diễn viên và kết nối anh ta với một người quản lý. Anh đã trải qua nhiều lần thử giọng trước khi nhận vai chính trong Teen Wolf của MTV. Sau khi đọc kịch bản anh muốn nhận vai Stiles. Sau bốn lần thử giọng anh đã được nhận vai. Năm 2011, anh bắt đầu đóng vai Stiles trong Teen Wolf, dựa trên bộ phim cùng tên sản xuất vào năm 1985. Trong năm 2013, anh đóng vai chính trong bộ phim hài The Internship, với Vince Vaughn và Owen Wilson.
Bước ngoặt quan trọng, năm 2014 anh nhận lời đóng vai chính trong bộ phim The Maze Runner, dựa trên một tiểu thuyết cùng tên. Anh quay bộ phim vào mùa hè năm 2013 trong thời gian gián đoạn phim Teen Wolf. Yahoo! Movies đã liệt kê anh là một trong những 15 Breakout Stars triển vọng cho năm 2014.
Vào tháng 3 năm 2016, Dylan bị thương nặng trên phim trường khi đang thực hiện một cảnh hành động trong bộ phim Maze Runner: The Death Cure. Các vết thương của anh bao gồm gãy xương mặt, chấn động và chấn thương sọ não.. Trong một cuộc phỏng vấn sau khi hồi phục sau tai nạn nghiêm trọng, Dylan cho biết tai nạn đã "'làm gãy gần hết phần bên phải'" của khuôn mặt và anh đã phải trải qua các cuộc phẫu thuật tái tạo khuôn mặt . Sau nhiều tháng hồi phục, Dylan cuối cùng đã có thể trở lại phim trường để quay bộ phim đã hợp đồng trước đó Deepwater Horizon, American Assassin và lồng tiếng cho nhân vật Bumblebee 
. Tháng 3 năm 2017, anh trở lại phim trường The Death Cure đã đánh dấu sự bình phục và trở lại hoàn toàn sau tai nạn nghiêm trọng .
Năm 2019, Dylan đóng vai khách mời trong loạt phim khoa học viễn tưởng hài hước Weird City của YouTube Premium . Năm 2020, anh đóng vai chính trong phim kinh dị bí ẩn Flashback, quay vào năm 2018, và bộ phim về thế giới sau tận thế Love and Monster.
Vào tháng 2 năm 2021, Dylan được chọn tham gia The Outfit với quá trình quay phim dự kiến bắt đầu vào tháng 3 năm 2021. Vào tháng 4 năm 2021, quá trình quay phim về dự án đã hoàn thành.

## Đời sống riêng tư
Ngoài diễn xuất trong các bộ phim điện ảnh và truyền hình, Dylan còn sản xuất, đạo diễn, và đóng vai chính trong một số bộ phim ngắn hài hước và phát hành thông qua kênh YouTube cá nhân của mình. Anh cũng là tay trống của ban nhạc rock độc lập Slow Kids at Play.
Dylan đang có quan hệ tình cảm với nữ diễn viên Britt Robertson. Họ gặp nhau trong khi quay phim The first time vào năm 2012. Theo thông tin của người trong cuộc, hai người đã không còn thấy bên nhau từ cuối năm 2018.

## Phim tham gia
| Năm       | Phim truyền hình             | Vai trò            | Ghi chú           |
| --------- | ---------------------------- | ------------------ | ----------------- |
| 2011–2017 | Teen Wolf                    | "Stiles" Stilinski | Diễn viên chính   |
| 2013      | First Dates with Toby Harris | Peter              | Tập: "Roommates"  |
| 2013      | New Girl                     | The Guy            | Tập: "Virgins"    |
| 2019      | Weird City                   | Stu Maxsome        | Tập: "The One"    |
| 2020      | Amazing Stories              | Sam Taylor         | Tập: "The Cellar" |

| Năm  | Tên phim                             | Vai trò                | Ghi chú      |
| ---- | ------------------------------------ | ---------------------- | ------------ |
| 2011 | Charlie Brown: Blockhead's Revenge   | Charlie Brown          | Phim ngắn    |
| 2012 | High Road                            | Jimmy                  |              |
| 2012 | The First Time                       | Dave Hodgman           |              |
| 2013 | The Internship                       | Stuart Twombly         |              |
| 2014 | Giải mã mê cung                      | Thomas                 |              |
| 2015 | Giải mã mê cung: Thử nghiệm đất cháy | Thomas                 |              |
| 2016 | Deepwater Horizon                    | Caleb Holloway         |              |
| 2017 | American Assassin                    | Mitch Rapp             |              |
| 2018 | Bumblebee                            | Bumblebee (lồng tiếng) |              |
| 2018 | Giải mã mê cung: Lối thoát tử thần   | Thomas                 |              |
| 2020 | Flashback                            | Fredrick Fitzell       |              |
| 2020 | Love and Monsters                    | Joel Dawson            |              |
| 2021 | Infinite                             | Heinrich Treadway      | Sắp ra mắt   |
| 2021 | All Too Well                         | Chàng trai ấy          | Phim ngắn    |
| TBA  | The Outfit                           | TBA                    | Đã quay xong |

## Giải thưởng và đề cử
| Năm  | Giải thưởng            | Thể loại                                                                                | Đề cử trong phim  | Kết quả   | Ref.          |
| ---- | ---------------------- | --------------------------------------------------------------------------------------- | ----------------- | --------- | ------------- |
| 2013 | Young Hollywood Awards | Best Ensemble (shared with Tyler Posey, Crystal Reed, Holland Roden and Tyler Hoechlin) | Teen Wolf         | Đoạt giải | [ 26 ]        |
| 2014 | Giffoni Film Festival  | Experience Award                                                                        | Himself           | Honored   | [ 27 ]        |
| 2014 | NewNowNext Awards      | Best New Film Actor                                                                     | The Maze Runner   | Đề cử     | [ 28 ]        |
| 2014 | Teen Choice Awards     | Choice TV Villain                                                                       | Teen Wolf         | Đoạt giải | [ 29 ]        |
| 2014 | Young Hollywood Awards | Breakthrough Actor                                                                      | Himself           | Đoạt giải | [ 30 ] [ 31 ] |
| 2015 | Melty Future Awards    | Prix International Masculin                                                             | Himself           | Đoạt giải | [ 32 ]        |
| 2015 | MTV Movie Awards       | Best Hero                                                                               | The Maze Runner   | Đoạt giải | [ 33 ]        |
| 2015 | MTV Movie Awards       | Best Fight (shared with Will Poulter)                                                   | The Maze Runner   | Đoạt giải | [ 33 ]        |
| 2015 | MTV Movie Awards       | Best Scared-As-S**t Performance                                                         | The Maze Runner   | Đề cử     | [ 33 ]        |
| 2015 | MTV Movie Awards       | Breakthrough Performance                                                                | The Maze Runner   | Đoạt giải | [ 33 ]        |
| 2015 | Teen Choice Awards     | Choice Movie Actor: Action/Adventure                                                    | The Maze Runner   | Đề cử     | [ 34 ]        |
| 2015 | Teen Choice Awards     | Choice Movie Chemistry (shared with Thomas Brodie-Sangster)                             | The Maze Runner   | Đề cử     | [ 35 ]        |
| 2015 | Teen Choice Awards     | Choice TV: Scene Stealer                                                                | Teen Wolf         | Đoạt giải | [ 35 ]        |
| 2016 | Teen Choice Awards     | Choice AnTEENcipated Movie Actor                                                        | Deepwater Horizon | Đoạt giải | [ 36 ]        |
| 2016 | Teen Choice Awards     | Choice Movie Actor: Action/Adventure                                                    | The Scorch Trials | Đoạt giải | [ 37 ]        |
| 2016 | Teen Choice Awards     | Choice Movie Chemistry (shared with Thomas Brodie-Sangster)                             | The Scorch Trials | Đoạt giải | [ 38 ]        |
| 2016 | Teen Choice Awards     | Choice Summer TV Actor                                                                  | Teen Wolf         | Đoạt giải | [ 38 ]        |
| 2017 | Teen Choice Awards     | Choice Sci-Fi/Fantasy TV Actor                                                          | Teen Wolf         | Đoạt giải | [ 39 ]        |
| 2017 | Teen Choice Awards     | Choice TV Ship (shared with Holland Roden)                                              | Teen Wolf         | Đề cử     | [ 39 ]        |
| 2018 | BreakTudo Awards       | International Actor                                                                     | The Death Cure    | Đoạt giải | [ 40 ]        |
| 2018 | Teen Choice Awards     | Choice Action Movie Actor                                                               | The Death Cure    | Đề cử     | [ 41 ]        |
| 2018 | Teen Choice Awards     | Choice Movie Ship (shared with Kaya Scodelario)                                         | The Death Cure    | Đề cử     | [ 41 ]        |